# Batterij van Crisbecq

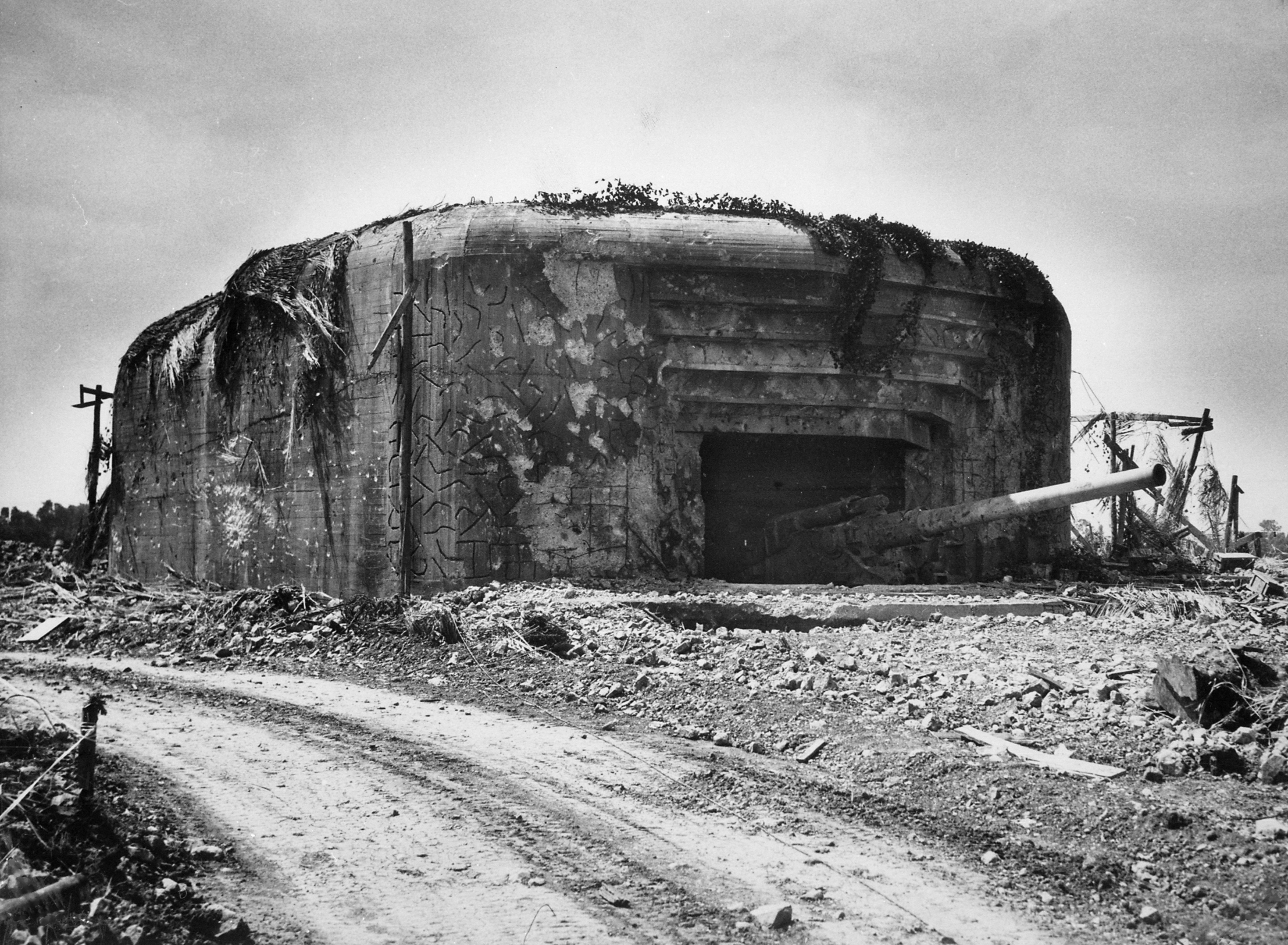
De batterij van Crisbecq na de geallieerde verovering

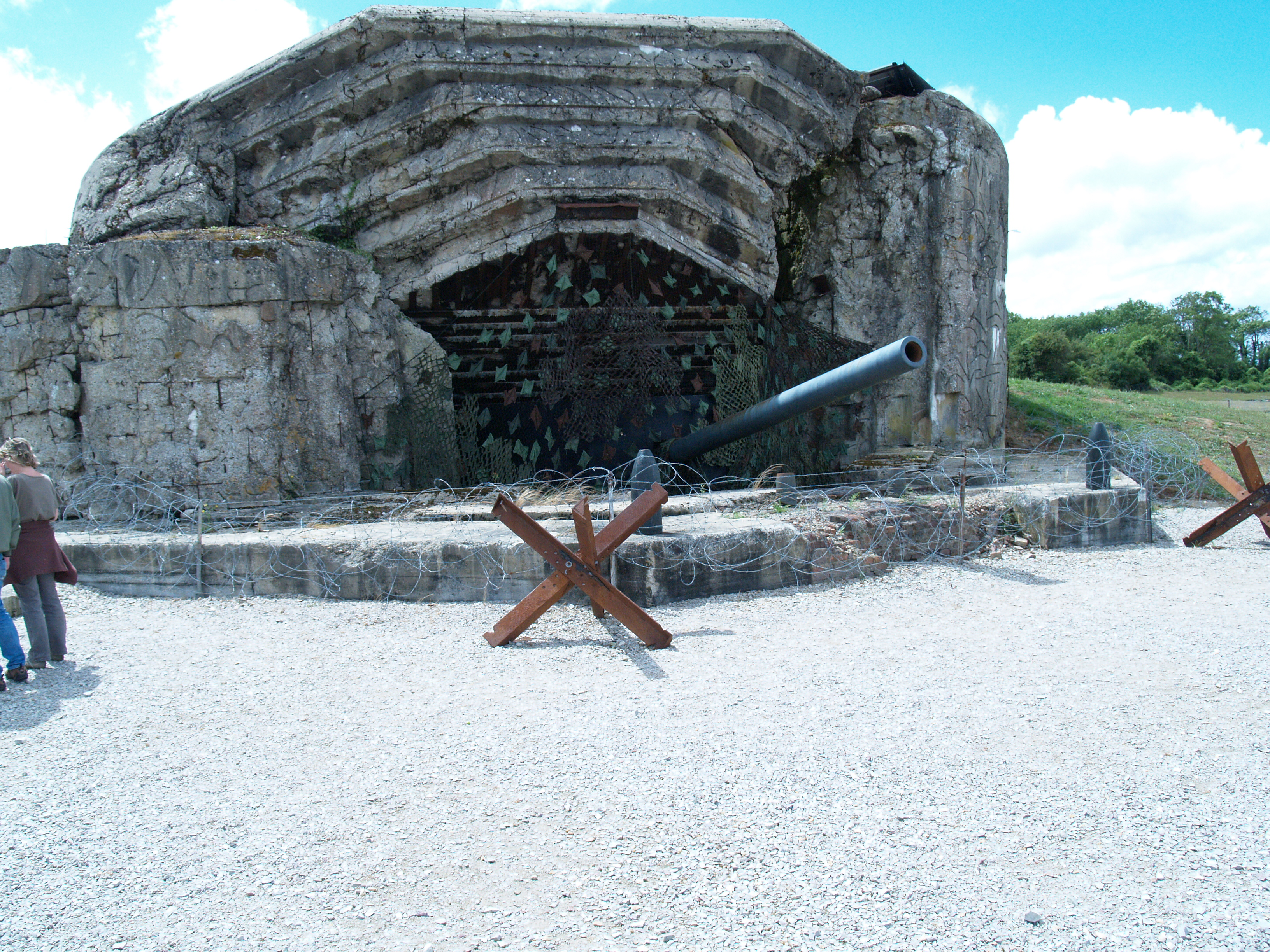
De batterij van Crisbecq tegenwoordig

De batterij van Crisbecq, ook wel batterij van Marcouf genoemd, was een kustbatterij in Normandië tijdens de Tweede Wereldoorlog. Gebouwd door Organisation Todt, nabij het Franse dorp Saint-Marcouf, vormde de batterij een belangrijke schakel in de door Duitsers aangelegde Atlantikwall. In de tachtig kilometer lange landingsplaatsen van de geallieerden, was de batterij van Crisbecq de sterkste in zijn soort.

## Geschiedenis
De batterij werd aanvankelijk gebouwd voor het Duitse leger (Wehrmacht), maar werd later overgedragen aan de Kriegsmarine. De bewapening van de batterij bestond uit drie 210mm-Škoda-kanonnen, zes 75mm-luchtafweergeschut van Frans model en drie 20mm-luchtafweergeweren die ook voor gronddoelen gebruikt konden worden. Daarnaast waren er meerdere granaatwerpers en zeventien mitrailleursnesten aanwezig.
Er waren 21 bunkers aanwezig, die met elkaar waren verbonden door middel van loopgraven. Er was een garnizoen van driehonderd man marinepersoneel gelegerd in de batterij, dat werd geleid door Oberleutnant zur See Walter Ohmsen.

### Landing in Normandië
Ondanks veelvuldige bombardementen in het voorjaar van 1944 en een zwaar bombardement (558 ton bommen) in de nacht voor de geallieerde landingen, bleven drie kanonnen operationeel; twee in de bunkers en een in de open lucht.
In de nacht van 5 op 6 juni 1944 kwam het tot een confrontatie tussen de Duitse bemanning van de batterij en parachutisten van de 501e en 502e infanterieregiment, die in de omgeving waren geland. De Duitsers wisten circa twintig Amerikanen gevangen te nemen, waaronder een kapitein.
Met de geallieerde troepen in aantocht, openden de kanonnen het vuur, waarbij een torpedobootjager, de USS Corry, zonk en diverse andere boten beschadigd raakten.
Het Amerikaanse 12e Infanterieregiment, onderdeel van de 4e Infanteriedivisie, trok vanaf Utah Beach met het eerste en tweede bataljon landinwaarts. Bij de batterij van Azeville werd het tweede bataljon teruggedrongen. Het eerste bataljon rukte op richting de batterij van Crisbecq, maar moest zich om 16:00 uur terugtrekken.
Twee dagen later, op 8 juni, wordt de batterij opnieuw aangevallen. Ditmaal lijken de Amerikanen succesvol, maar commandant Walter Ohmsen laat de batterij - met de Duitsers nog aanwezig - door de batterij van Azeville onder vuur nemen. Hierop moeten de Amerikanen zich weer terugtrekken.
De dagen hierna blijft de batterij van Crisbecq een eiland van weerstand in de zone van Utah Beach. Slechts sporadisch weten de Duitsers nog met het overgebleven 210mm-kanon te schieten.
In de nacht van 11 op 12 juni geeft Ohmsen het bevel om de stelling op te geven. In de nacht trekken 78 man zich terug, terwijl 21 gewonden met een arts en enkele Amerikaanse krijgsgevangenen achterblijven. De volgende dag weet het tweede bataljon van het Amerikaanse 39e Infanterieregiment de batterij om 8:20 uur zonder weerstand in te nemen.
Bij de inname van de batterij op 12 juni waren de kazematten nauwelijks beschadigd. De Amerikanen besloten kort hierna de kazematten op te blazen door middel van het plaatsen van springstof in de munitiekamer. Hierdoor stortte het achterste deel en het dak van de kazemat in, waardoor deze praktisch onbruikbaar was geworden.

## Huidige staat
De batterij is opgesplitst in twee delen, waarvan het eerste de commandobunker is. Het ander gedeelte bevat alle 21 overige bunkers die in serie met elkaar verbonden zijn. Beide delen (musea) zijn in privéhanden. De commandobunker was na de oorlog volledig ondergelopen met water, tot in 2016 nieuwe eigenaars de bunker herstelden tot de situatie vlak voor D-Day.